# Acodontidae
Famille
Acodontidae  est une famille de conodontes du clade des Prioniodontida. 

## Genres
- †Acodus
- †Diaphorodus
- †Eoneoprioniodus
- †Oistodella
- †Pteracontiodus
- †Triangulodus
- †Tripodus
- †Tropodus